# Югославська Македонія у Другій світовій війні

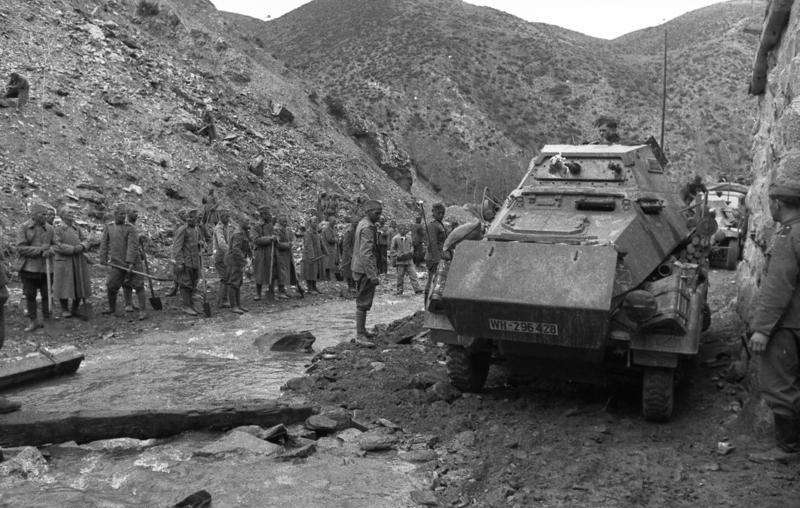
Югославські військовополонені під наглядом болгарських солдатів і німецької бронемашини

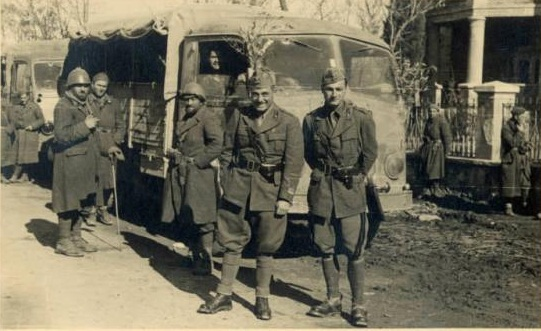
Італійські війська вступають в Охрид 12 квітня 1941 р.

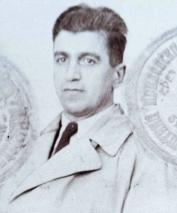
Методія Шаторов був ватажком македонських комуністів у 1941 році. Відмовився взаємодіяти з КПЮ і вирішив приєднатися до БКП. Пізніше його прибічники за свої анти-югославські політичні позиції були репресовані.

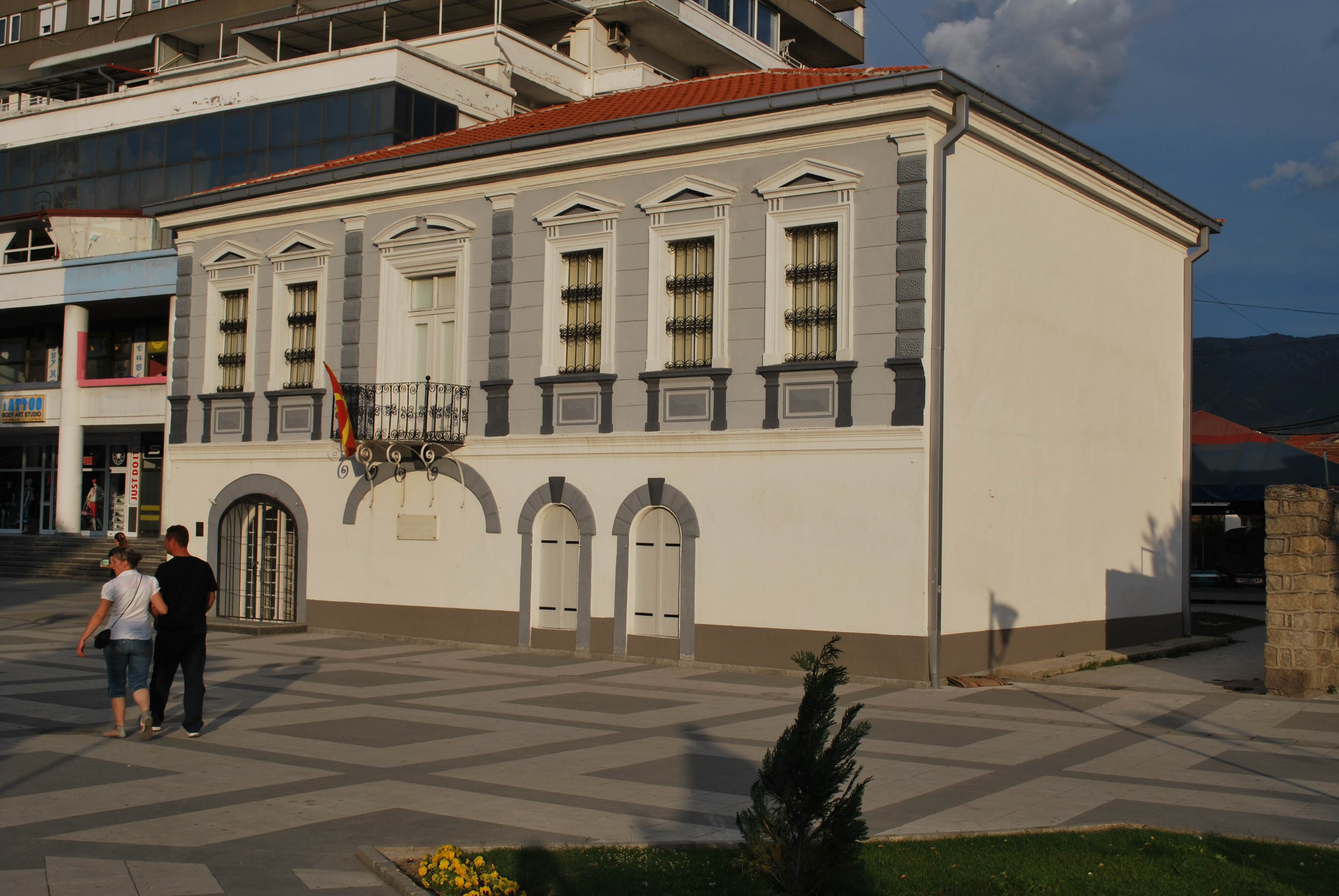
Колишня болгарська поліційна дільниця у Прілепі, на яку 11 жовтня 1941 року напав прілепський партизанський загін. Сьогодні — це меморіальний музей.

Македонія у Другій світовій війні — частина історії Північної Македонії, яка охоплює період Другої світової війни.

## Історія
На час початку Другої світової війни у вересні 1939 року територія сучасної Північної Македонії перебувала під владою югославського короля, у межах Вардарської бановини. Після нападу нацистської Німеччини на Королівство Югославія та його розчленування майже вся Македонія потрапила під болгарську окупацію з подальшим приєднанням до Болгарії. Попри значну схожість македонської та болгарської мов, македонці почали партизанську війну проти болгарської адміністрації.
11 жовтня 1941 року македонські комуністичні партизани з Народно-визвольної армії Македонії, що були частиною югославського партизанського руху, розгорнули політичну та військову кампанію з метою протидії окупації Вардарської Македонії болгарськими, німецькими, італійськими та албанськими військами. Спочатку вона не мала реального успіху, почавши рости лише з капітуляцією Італії в 1943 році та радянськими перемогами над нацистською Німеччиною. Також ключовим чинником стала роль болгарських комуністів, які уникали організації масового збройного опору. Їхній уплив на македонську партійну організацію залишався панівним до весни 1943 року, коли у Македонію прибув спеціальний емісар Тіто Светозар Вукманович. Це призвело до появи молодшого покоління партизанських ватажків, налаштованих вороже до Болгарії і прихильних до Югославії. У західній частині краю діяли також албанські партизани.
У жовтні 1943 Головний штаб Народно-визвольної армії Югославії та партизанських загонів Македонії звернувся з маніфестом до македонського населення, в якому визначалося головне завдання: визволити край від «великоболгарських, албанських, македонських фашистів» та «великосербських і великоалбанських гегемоністів»; об'єднати всі македонські землі, населення яких увійде до «братнього союзу всіх південнослов'янських народів».
2 серпня 1944 року про взяття влади в країні у свої руки оголосили Антифашистські збори народного визволення Македонії.
Наприкінці 1944 року на території як югославської, так і грецької Македонії керівництво ВМРО безуспішно намагалося створити незалежну македонську республіку.
Після того, як у вересні 1944 року Болгарія перейшла на бік союзників по антигітлерівській коаліції, дислокована в Македонії болгарська П'ята армія відійшла до старих кордонів Болгарії. На початку жовтня новостворена Болгарська Народна Армія спільно з Червоною Армією вступила в окуповану Югославію, щоб перепинити відхід німецьких військ із Греції. Вардарську Македонію було визволено наприкінці листопада, коли й було утворено комуністичну Югославію.
Партизани назвали операцію «Народно-визвольною боротьбою Македонії» (мак. Народноослободителна борба на Македонија) у рамках більшої Народно-визвольної війни Югославії, але учасники цих бойових дій також замірялися на всю географічну область Македонія.

## Поділ македонської частини Південної Югославії та роль Болгарії
19 і 20 квітня 1941 р. було розроблено поділ Вардарської Македонії — тоді частини Вардарської бановини. Болгарські війська ввійшли в центральну і східну частини та захопили більшість бановини, включаючи частини Східної Сербії і сьогоднішнього Косово. Ключовим підрозділом, який зайняв більшу частину території, була 5-та армія. Західні частини Македонії загарбало фашистське Королівство Італія.
У югославській частині Македонії створювалися болгарські акційні комітети (перший — у Скоп'є 13 квітня 1941 р., активними членами якого стали колишні члени ВМРО). 13 квітня 1941 р. на засіданні у Скоп'є вирішено, що одним із перших завдань новоствореної організації буде врегулювання відносин із німецькою владою. Коли 19 квітня 1941 р. болгарська армія увійшла у Вардарську Македонію, більшість місцевого населення зустріла її як визволителів, оскільки на той час у місцевого населення переважали антисербські та проболгарські почуття. З приходом болгарських військ відбулося масове вигнання з Вардарської Македонії сербських колоністів. За клопотанням комітетів та болгарської адміністрації німецька, італійська та угорська влада звільнила понад 12 000 військовополонених югославських македонців, свого часу призваних до лав розгромленої югославської армії. З упорядкуванням у краї діяльності адміністративних органів, акційні комітети дедалі більше втрачали вагу і, зрештою, були розпущені.

## Наслідки війни

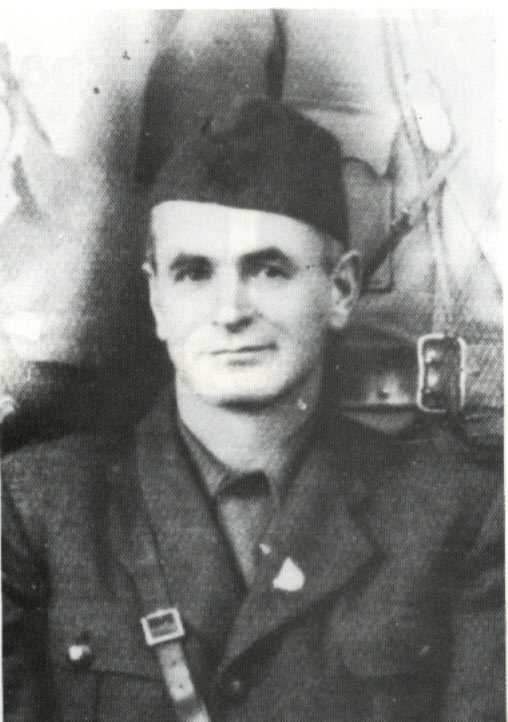
Методія Андонов, перший голова АСНОМ та Народної Республіки Македонія. Після його незгоди з політикою нової Югославії його було заарештовано і засуджено до 12 років в'язниці.

Загальна кількість жертв Другої світової війни у Македонії налічувала приблизно 24 тисячі, з яких: 7 000 євреїв, 6 000 сербів, 6 000 етнічних македонців, 4 000 албанців та 1000 болгар. Вона включала близько 3000 «колабораціоністів», «контрреволюціонерів» та цивільних жертв, 7000 євреїв, знищених у концтаборах і 14 000 бійців руху опору та вояків, з яких 5 000 були македонцями.
Попри істотне залучення Болгарії на боці союзників наприкінці війни, країну на Паризькій мирній конференції 1946 р. не було зараховано до списку держав, які спільно воювали на боці країн-переможців і їй було наказано сплатити воєнні репарації Югославії за окупацію Македонії та Південної Сербії, від чого Югославія в односторонньому порядку відмовилася в 1947 році.
Зате Македонія за свій внесок у перемогу над фашизмом завоювала повагу серед своїх союзників. Це знайшло вираз у визнанні союзниками новоствореної македонської республіки, хоча і в рамках югославської федерації. А через цю національно-визвольну війну Македонії, її народ уперше в сучасній історії зумів здобути свою державність та отримати окрему національність і мову. Ці події ознаменували поразку в цьому краї болгарського націоналізму і перемогу македонського.